# پائولا سناتوره
پائولا سناتوره (ایتالیایی: Paola Senatore؛ زادهٔ ۹ نوامبر ۱۹۴۹) بازیگر اهل ایتالیا است. او در فیلم‌هایی با سبک گوناگون از جمله پلیتسیوتسکی، کمدی سکسی سبک ایتالیایی و جالو نقش‌آفرینی می‌کرد.
دوران بازیگری وی در سال ۱۹۸۵ میلادی به‌دنبال دستگیری وی به جرم قاچاق مواد مخدر خاتمه یافت.

## گزیدهٔ نقش‌آفرینی‌ها
- آ.آ.آ. ماساژدهنده حرفه‌ای، زیبا، آماده ارائه خدمات… (۱۹۷۲)
- زنان زندانی بند ۷ (۱۹۷۳)
- مردی با چهره عجیب به‌دنبال توست تا تو را بکشد (۱۹۷۳)
- قاتل نه صندلی رزرو کرد (۱۹۷۴)
- سالن کیتی (۱۹۷۶)
- چونان سگ‌های هار  (۱۹۷۶)
- دکتر زنان دوجانبه (۱۹۷۷)
- امانوئل در آمریکا (۱۹۷۷)
- ننه (۱۹۷۷)
- پرستار شب (۱۹۷۹)
- بدون کمی هرزگی به کجا می‌توانی برسی؟ (۱۹۷۹)
- نگاره‌هایی در یک صومعه  (۱۹۷۹)
- اکشن (۱۹۸۰)
- خانم دکتر ملوانان را بیشتر می‌پسندد (۱۹۸۱)
- یک هفته کنار دریا (۱۹۸۱)